# Coleophora halostachydis
Coleophora halostachydis is een vlinder uit de familie kokermotten (Coleophoridae). De wetenschappelijke naam is voor het eerst geldig gepubliceerd in 1994 door Falkovitsh.
De soort komt voor in Europa.